# Європейський союз студентів
Європе́йський студе́нтський сою́з (англ. ESU — European Students' Union) є організацією, що об'єднує 47 національних союзів студентів з 39 країн. Національні союзи студентів відкриті для всіх студентів в їх країнах, незалежно від політичних переконань, релігії, етнічної чи культурної приналежності, сексуальної орієнтації чи соціального становища. Члени ESU також керовані студентами, автономні, репрезентативні і діють відповідно до демократичних принципів.
Мета ESU представляти і просувати освітні, соціальні, економічні та культурні інтереси студентів на європейському рівні по відношенню до всіх відповідних органів і зокрема Європейського Союзу, Групи супроводу Болонського процесу, Ради Європи та ЮНЕСКО. Через своїх членів, ESU представляє інтереси понад 11 мільйонів студентів в Європі.
ESU працює для консолідації зусиль та ресурсів, підготовки та інформування представників національних об'єднань щодо політики в галузі вищої освіти на європейському рівні. Оскільки рішення, що стосуються вищої освіти, все частіше приймаються на європейському рівні, роль ESU як єдиної загальноєвропейської студентської платформи так само зростає. ESU працює для підтримки своїх членів шляхом проведення семінарів, навчання, кампаній і конференцій, що мають відношення до студентів, проведення загальноєвропейських досліджень, партнерських проєктів та кампаній, надання інформаційних послуг і виробництва різних видань для студентів, політиків і фахівців вищої освіти.

## Історія
17 жовтня 1982 року, сім національних союзів студентів з Великої Британії, Швеції, Ісландії, Франції, Данії, Норвегії та Австрії зібралися в Стокгольмі, щоб створити WESIB, Західноєвропейське Інформаційне Студентське бюро. У лютому 1990 року з назви WESIB зникає «W», та організація стає європейським студентським інформаційним бюро після політичних потрясінь в Європі, в той час. У 1992 році назва була змінена на ESIB — Національні спілки студентів у Європі. Це стало віддзеркаленням зміни місії ESIB від організації обміну інформацією в політичну організацію, яка представляє думки студентів в європейських інституціях. У травні 2007 року перейменовано в Європейський союз студентів (ESU).

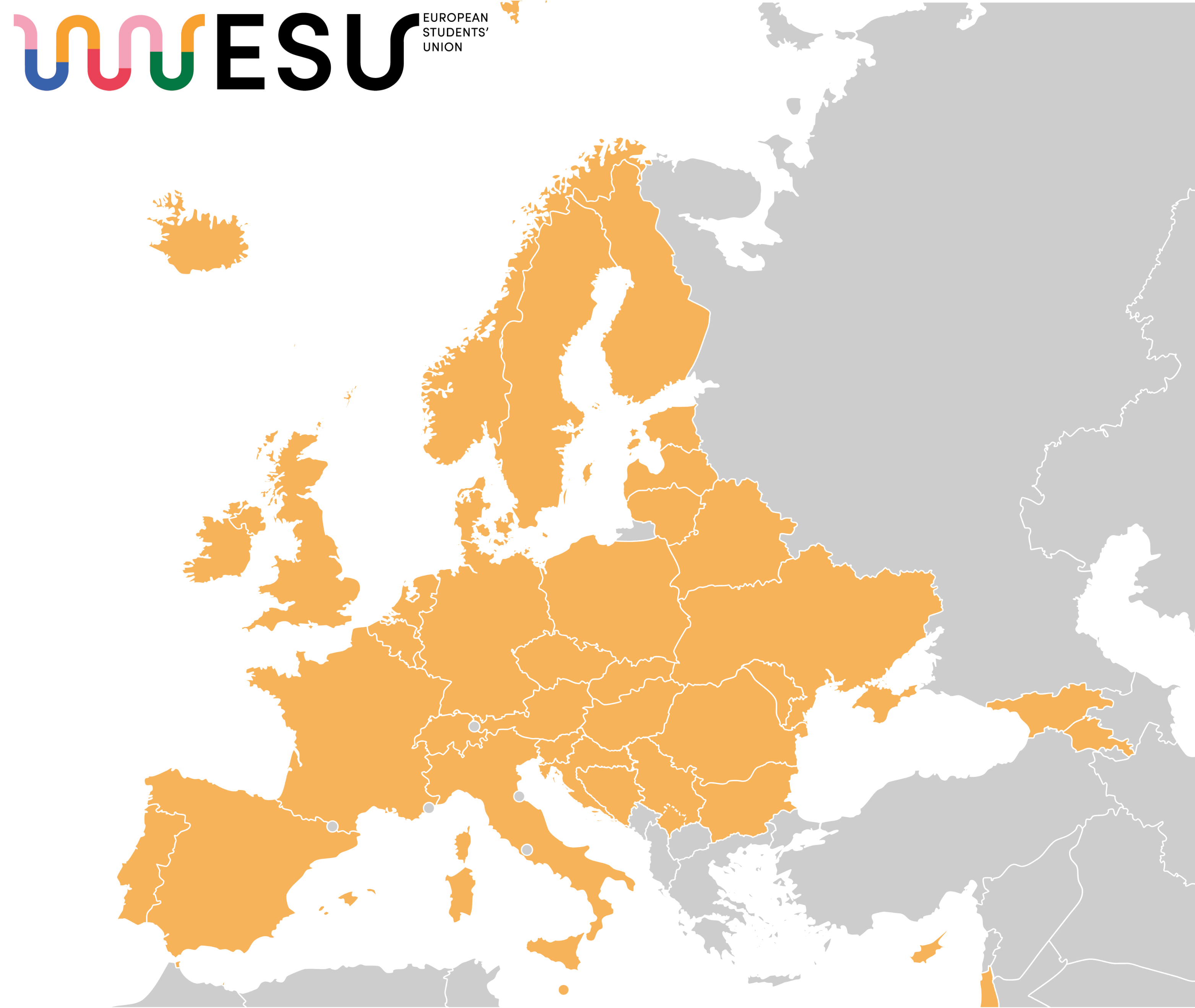

Протягом багатьох років офіс ESU переїжджав Європою і спочатку базувався в офісах членських організацій. Після створення WESIB в Стокгольмі офіс знаходився в офісі SFS у Швеції з 1982 до 1985 року, та фінансувався за рахунок гранту уряду Швеції. В 1985 році грант був вичерпаний, і Національне об'єднання студентів Великої Британії запропонувало перемістити WESIB у свою штаб-квартиру в Лондоні. У 1988 році офіс переїхав в офіс у Відні, і залишався там до 2000 року, коли було вирішено, що з метою наближення до європейських інституцій офіс має базуватися в Брюсселі та був прийнятий об'єднанням студентів Бельгії. 

## Діяльність в Україні
Єдиним повним членом Європейського союзу студентів з України є Українська асоціація студентів. Певний час кандидатом у члени був також Національний студентський союз, однак у 2015 році він був позбавлений цього статусу.